# NGC 2360

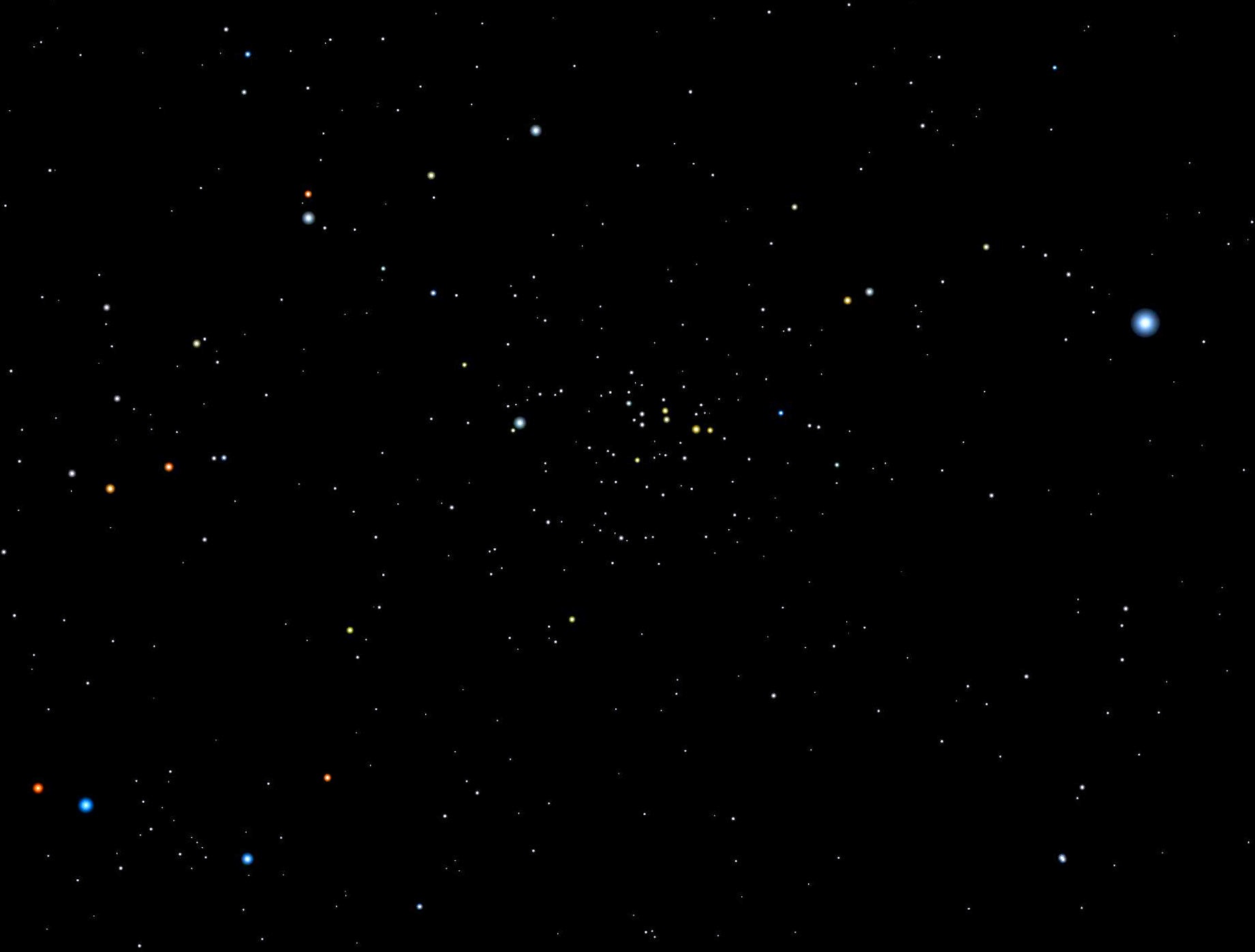
NGC 2360

NGC 2360 sau Roiul Carolinei este un roi deschis din constelația Câinele Mare. A fost descoperit de Caroline Herschel pe 26 februarie 1783. 